# السرب المقاتل 391
السرب المقاتل 391 (بالإنجليزية: 391st Fighter Squadron)‏ (391 FS) هو سرب طيران أمريكي، تابع لسلاح الجو الأمريكي، وهو جزء من الجناح المقاتل 366،  في قاعدة ماونتن هوم الجوية، في ولاية أيداهو. وستخدم طائرات إف-15 إي سترايك إيغل وتضطلع بمهام الدعم الجوي القريب.